# CEDAW-Allianz
Die CEDAW-Allianz ist eine Dachorganisation für 34 deutsche Organisationen, die für die Menschenrechte von Frauen und Gleichstellung arbeiten. Sie ist Europas größte freiwillige Organisation, die sich speziell mit der Umsetzung der UN-Frauenrechtskonvention (CEDAW) befasst. Die Dachorganisation wurde 2018 auf Initiative des Deutschen Frauenrats und mit finanzieller Unterstützung der Bundesregierung gegründet.
Zu den Mitgliedern gehören der Deutsche Frauenrat, der Deutsche Frauenring, UN Women Deutschland und eine Reihe anderer Frauenorganisationen. Die CEDAW-Allianz umfasst somit fast die gesamte organisierte Frauenbewegung in Deutschland.
Die Allianz nimmt Mehrfachdiskriminierung in Betracht und arbeitet daran, Diskriminierungen und Menschenrechtsverletzungen von Frauen und Mädchen aufzuzeigen. Sie „positioniert sich gegen Sexismus, Rassismus, Homosexuellen- und Transfeindlichkeit sowie Antisemitismus.“